# 漆器製造技能士
漆器製造技能士（しっきせいぞうぎのうし）とは、国家資格である技能検定制度の一種で、かつて都道府県職業能力開発協会が実施していた、漆器製造に関する学科及び実技試験に合格した者をいう。
2010年（平成22年）12月17日、受験者減少により廃止された。